# حمض الهيبوفسفوروز
حمض الهيبوفوسفوروز  (أو حسب التسمية النظامية حمض الفوسفينيك) هو حمض أكسجيني للفوسفور صيغته H3PO2، ويوجد على شكل صلب بلوري عديم اللون سهل التسيّل.
تسمى أملاح هذا الحمض «فوسفينات»، كما يطلق عليها أيضاَ اسم «هيبوفوسفيتات».

## التحضير
كان الكيميائي الفرنسي بيير لوي دولون أوّل من حضّر هذا الحمض، وذلك سنة 1816.
يحضَّر هذا المركب من تفاعل تحلل مائي (حلمهة) للفوسفور الأبيض في وسط قلوي:
{\displaystyle \mathrm {P_{4}+6\ H_{2}O\longrightarrow PH_{3}+3\ H_{3}PO_{2}} }
أو من يستحصل عليه من أملاح الهيبوفوسفيت بأثر من حمض الكبريتيك:
{\displaystyle \mathrm {Ba(H_{2}PO_{2})_{2}\cdot H_{2}O+H_{2}SO_{4}\longrightarrow 2\ H_{3}PO_{2}+BaSO_{4}+H_{2}O} }

## الخواص
يوجد هذا المركب في الشروط القياسية على شكل بلورات صفائحية عديمة اللون سهلة التسيّل، وسهلة الانحلال في الماء، كما تنحل في الديوكسان والكحولات. يكون للفوسفور في هذا الحمض حالة أكسدة مقدارها +1، لذلك فهو مختزل جيد؛ كما أن هذا الحمض أحادي البروتون، أي أنه قادر على منح بروتون واحد فقط، وهو الهيدروجني المرتبط بذرة الأكسجين، لذلك تكتب صيغته أحياناً على الشكل HOP(O)H2.
يؤدي التسخين إلى درجات حرارة بين 130–140 °س إلى حدوث تفاعل عدم تناسب، بحيث ينتج غاز الفوسفين وحمض الفوسفوروز:
{\displaystyle \mathrm {3\,H_{3}PO_{2}\rightleftharpoons 2\,H_{3}PO_{3}+PH_{3}} }

## الاستخدامات
يستخدم حمض الهيبوفوسفوروز بشكل رئيسي في المختبرات الكيميائية ضمن المختزلات، وذلك على أملاح الديازونيوم على سبيل المثال؛ أو لاختزال أكسيد الكروم الثلاثي إلى الثنائي:
{\displaystyle {\ce {H3PO2 + 2 Cr2O3 -> 4 CrO + H3PO4}}}